# Mahamat Saleh Haroun
Mahamat Saleh Haroun, född 1961 i Abéché, är en flerfaldigt prisbelönt tchadisk filmregissör och manusförfattare, bosatt i Frankrike.

## Biografi
Haroun flydde från Tchad under inbördeskriget, och kom först till Kamerun, varifrån han reste vidare till Paris. I Paris studerade han film vid Conservatoire Libre du Cinéma Français, och han har även studerat journalistik i Bordeaux.
Hans första långfilm, Bye Bye Africa (1999), var den första filmen som någonsin producerats i Tchad, och handlar om en filmmakare i exil som reser till N'Djamena för att spela in en film. Filmen prisbelönades vid flera internationella filmfestivaler. Hans andra film, Abouna (2002), spelades också in i Tchad, och handlar om två pojkar som letar efter sin försvunna far.
2006 kom Daratt (internationell titel Dry Season), som handlar om en ung pojke som ska söka upp och mörda krigsförbrytaren Nassara, som visar sig ha lämnat militären och driver ett litet bageri. Filmen fick juryns specialpris vid Filmfestivalen i Venedig 2006 och bronshingsten vid den afrikanska filmfestivalen FESPACO 2007. 
2008 skrev och regisserade han komedin Sexe, gombo et beurre salé, (Sex, okra och saltat smör) som handlar om en multietnisk afrikansk familj i Bordeaux. När modern i familjen lämnar fadern för en vit man och den äldste sonen kommer ut som homosexuell tvingas fadern ta itu med sitt liv och sina värderingar.
I Un homme qui crie (En man som skriker, 2010) är Haroun åter i Tchad. Filmen handlar om en man som är poolskötare på ett hotell. Inbördeskriget rasar, och mannen degraderas till grindvakt vid hotellet. Filmen belönades med Prix du Jury vid Filmfestivalen i Cannes 2010 och utsågs till bästa långfilm under Cinemafricas filmfestival 2011.

## Filmografi (urval)
- 1999 – Bye Bye Africa
- 2002 – Abouna
- 2006 – Daratt
- 2008 – Sex, okra och saltat smör (tv-film)
- 2010 – En man som skriker
- 2013 – Grigris
- 2016 – Hissein Habré, une tragédie tchadienne (documentaire)
- 2017 – Une saison en France
- 2021 –  Lingui, les liens sacrés